# Тюрьма

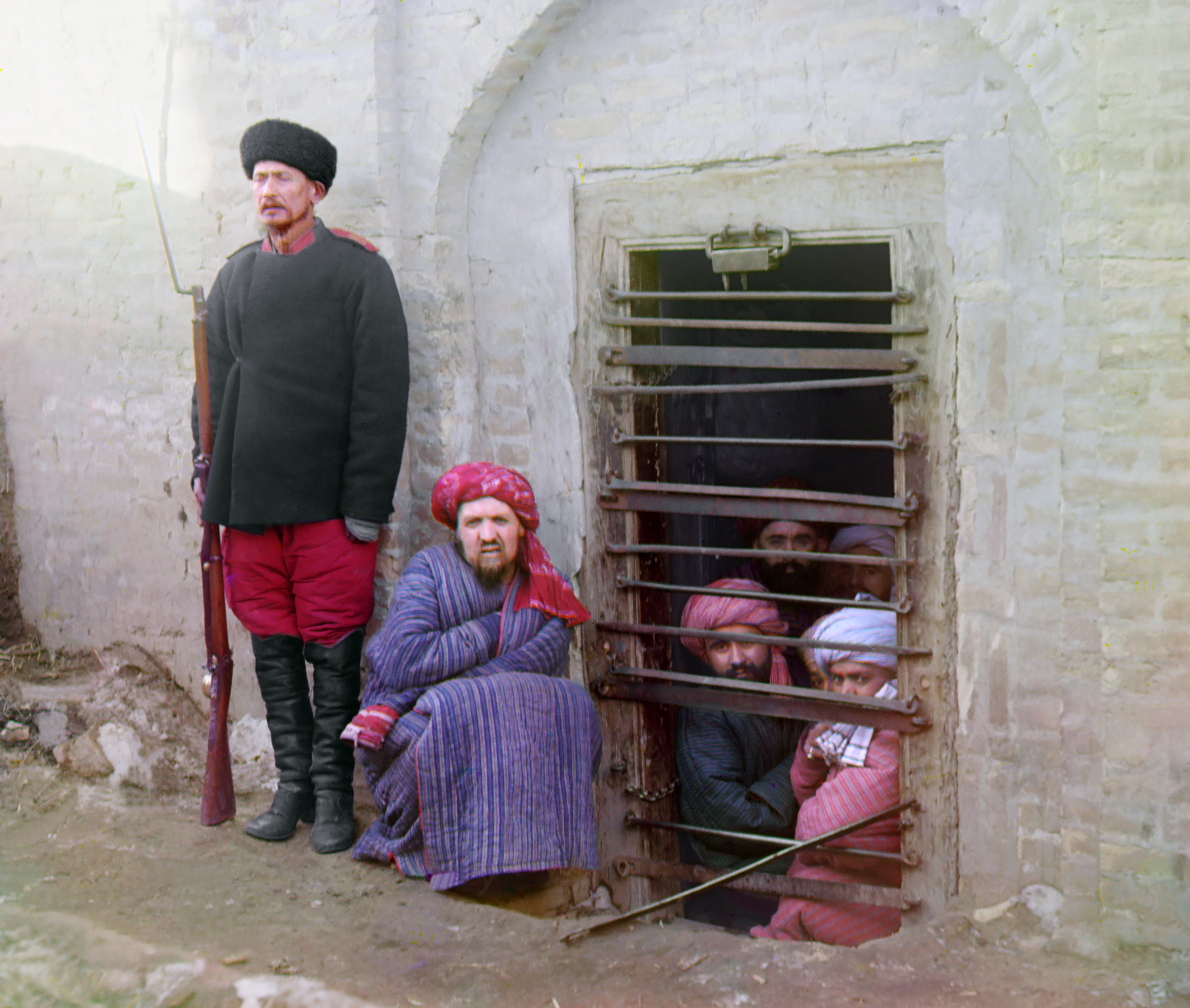
Зиндан. Бухара, 1915

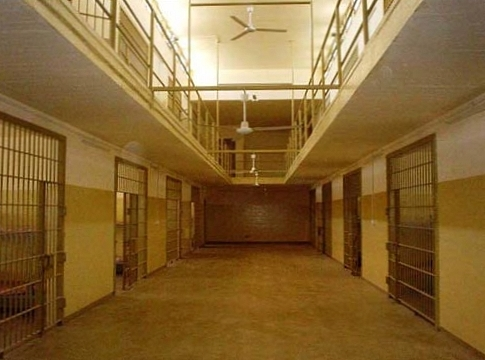
Коридор в Багдадской центральной тюрьме (Абу-Грейб, Ирак)

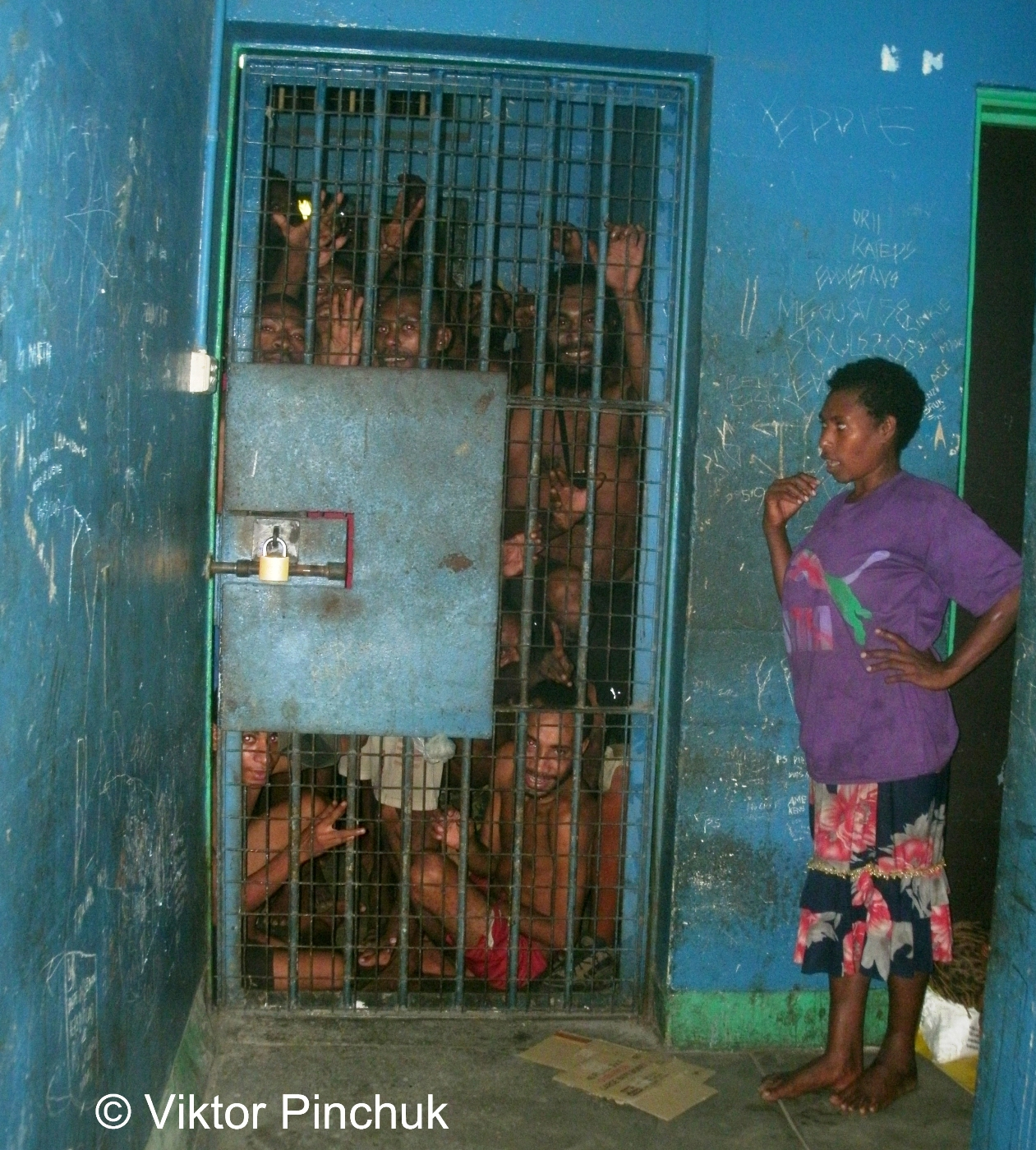
Заключённые в Папуа — Новой Гвинее (март, 2013 год)

Тюрьма́ (по разным версиям, от нем. turm, или от др.-тюрк. *türmä — «темница», тат. törmä, алт. türmö, кирг. türmö) — пенитенциарное (исправительное) учреждение, место, где люди содержатся в заключении и, как правило, лишены целого ряда личных свобод. Тюрьмы обычно являются частью системы уголовного правосудия, а лишение свободы путём заключения в тюрьме — юридическое наказание, которое может быть наложено государством за совершение преступления. «Тюрьмой» также часто называют учреждение, где подозреваемые и обвиняемые в совершении преступлений содержатся под стражей до суда. В большинстве случаев в разговорной русской речи под «тюрьмой» понимается любое учреждение для исполнения уголовных наказаний или для предварительного заключения (исправительная колония, следственный изолятор, изолятор временного содержания и другие).

## История
В качестве места заключения тюрьма существовала ещё в отдалённейшие века. В древности тюрьмы устраивались для содержания преступников, пленных и должников, как частных, так и государственных, а также и для усиления других наказаний и для приведения в исполнение различных казней.
В Древнем Риме с легендарных времён Сервия Туллия существовала подземная тюрьма Туллианум, в которой от заразных болезней погибло огромное количество христиан.
В Средние века широко практиковалось заключение пленных, должников, преступников и политически вредных лиц в монастырских кельях, в башнях крепостей и рыцарских замков, а также в городских ратушах. Печальную известность приобрели Тауэр в Лондоне, темница во дворце дожей в Венеции и подземелья Нюрнбергской ратуши.
Развившееся после Крестовых походов массовое нищенство послужило поводом к учреждению в Европе первых смирительных домов (нем. Zuchthaus). Подобный дом — House of correction был устроен в Лондоне в 1550 году; затем в 1588 году — в Амстердаме и специальный дом для помещения нищих детей в Нюрнберге; в 1613 году — в Любеке, в 1615 году — в Гамбурге и в 1682 году в Мюнхене. Туда заключались не только бродяги, нищие, разного рода преступники, но и рабочие и слуги за леность и дерзкое поведение. Вследствие этого смирительные дома вскоре переполнились и превратились в очаги разврата и заразных болезней (тюремный тиф).
В том же ужасающем положении оставались почти все тюрьмы в течение XVIII века. Тюремные помещения были низки, узки, без достаточного света и воздуха. Женщины, мужчины, дети содержались вместе; пища давалась скудная, обыкновенно хлеб и вода; постелью служили связки гнилой соломы на земляном, пропитанном подпочвенной водой полу. Таковы были тюрьмы в Англии, по описанию Говарда, но то же представляли собой и тюрьмы в других государствах, как, например, парижская Бастилия.
Исключение составляли Нидерланды, где, благодаря более гуманным взглядам на наказание, тюрьмы отличались достаточным порядком, надзором и организацией работ. В 1775 году была выстроена в Генте особая тюрьма (Maison de force), в которой заключённые работали днём вместе под строгим надзором, а ночью водворялись в отдельные камеры. Кроме ночного разобщения арестантов, имевшего целью охранение нравственности арестантов, в Генте впервые введена была и другая исправительная мера — распределение заключённых по их нравственным качествам на отдельные группы. Таким образом, гентская тюрьма была первой, в которой преследовались цели исправления преступников.
Затем исправление преступников стало рассматриваться как основная цель тюремного заключения и в других странах. При этом первоначально для этого в протестантских странах была испробована система тюрем особо строгого режима.
Американские квакеры задумали устроить тюрьму как место покаяния (penitentiary). С этой целью к старой тюрьме на Вальнут-Стрите они сделали в 1790 г. новую пристройку с 30 одиночными камерами. Это было началом одиночного заключения как особого типа тюрьмы. Но этот опыт продержался недолго в первоначальном виде — тюрьмы переполнились и одиночные камеры стали служить только ночными помещениями.

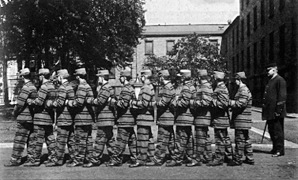
Заключённые Обернской тюрьмы, начало XX века

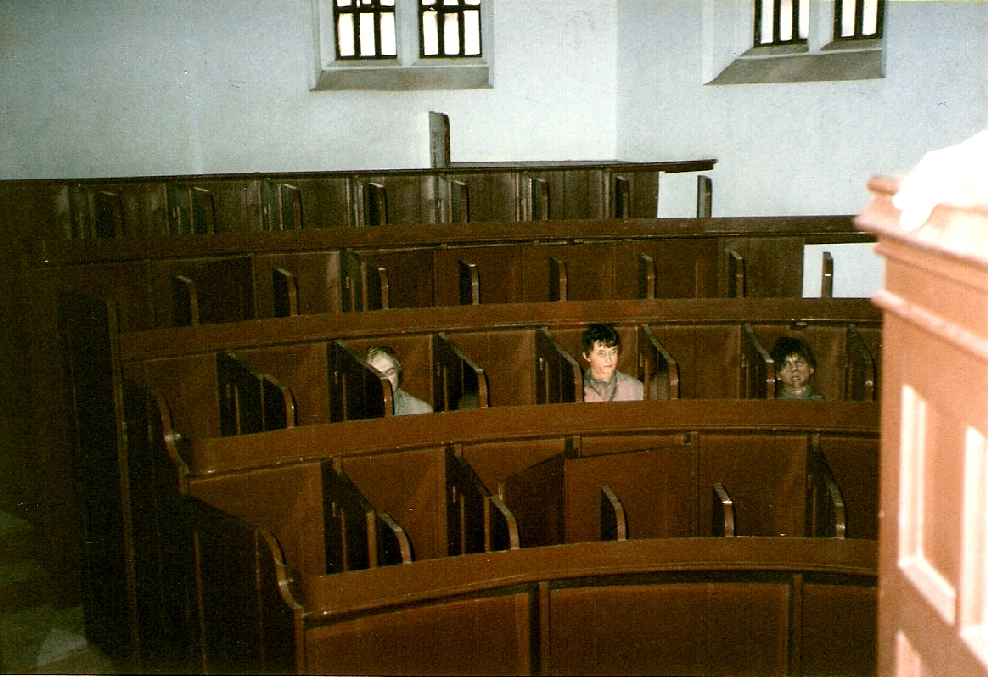
Церковь в Линкольской тюрьме. Заключённые не могли видеть друг друга во время богослужения

Так называемая Обернская система (по названию города Оберн в штате Нью-Йорк) предполагала обязательное молчание заключённых и их разобщение на ночь. Заключённым запрещалось даже глядеть по сторонам и входить в сношения друг с другом при помощи знаков. Тюрьма в Оберне, рассчитанная на 550 заключённых, с таким же количеством отдельных келий для ночного разобщения, была окончательно устроена в 1820 г. Утром арестанты выпускались из камер и препровождались в общие мастерские. Там они работали под строгим надзором в полнейшем молчании, которое продолжалось и за обеденным столом, причём для уменьшения соблазна завести сношения с соседями все обедающие рассаживались лицом в одну сторону. В томительном, мрачном молчании проходил весь день; за всякое нарушение режима полагалось немедленное взыскание, заключавшееся в ударах плетью, которая находилась постоянно в руках надзирателей. Заключённые подвергались наказанию плетью не только за сказанное слово, но и за всякую рассеянность во время работы. Вечером арестанты разводились снова по камерам и стоя слушали вечернюю молитву, произносимую священником в коридоре. Выносить подобный режим могли только немногие, вследствие чего дисциплинарные наказания за несоблюдение молчания достигали ужасающей цифры. В США в самое непродолжительное время было выстроено до 13 тюрем этого типа и, между прочим, обширная тюрьма в Синг-Синге (Singsing) близ Нью-Йорка (в 1825 г.) с 1000 камер. Обернская система быстро проникла также и в Европу, где она, правда, претерпела значительные смягчения.
В 1818 г. в штате Пенсильвания постановлено было построить одиночную тюрьму в Питсбурге, которая была закончена только в 1826 г. Система одиночного заключения была названа Пенсильванской системой. С первых же лет сказались преимущества одиночной тюрьмы: побегов стало меньше, заговоры и совместные протесты, а также развращение арестантов оказались невозможными. Но полное разъединение со всем обществом, запрещение переписки даже с родными доводило многих до сумасшествия; заболеваемость достигала высокой цифры; нравственное состояние заключённых было постоянно угнетённое; в них развивалось безучастное отношение ко всему существующему.
Прогрессивная, или ирландская, система, выработанная капитаном Крофтоном и введённая в Ирландии законом 7 августа 1854 г. (Irish prisons act) была направлена на социализацию преступника посредством возбуждения в нём стремления к самодеятельности и постепенного перевода его из разряда отверженных в среду полноправных граждан. Для этой цели долгосрочное наказание отбывалось по степеням (всего 4) с последовательным смягчением режима. Первую степень составляет одиночное заключение в течение 9 мес. (для женщин 4 месяца), причём 4 первых месяца арестант при самой тяжкой работе получал только вегетарианскую пищу, а затем уже переводится на смешанную пищу и более лёгкую работу. При хорошем поведении срок одиночного заключения мог быть сокращён на 1 месяц, а в обратном случае продлён на целый год. Вторая степень заключалась в совместной с другими арестантами дневной работе с разобщением на ночь и делилась на 5 классов: разряд испытуемых, в который поступают только арестанты, отличавшиеся дурным поведением в одиночном заключении, 3, 2 и 1 класс и, наконец, специальный класс. Во время пребывания в 3-м, 2-м и 1-м классе арестанту ежемесячно ставились отметки с выдачей марок отдельно за поведение, затем за учение и, наконец, за работу. В зависимости от их количества заключённые переводились в следующий класс. По прохождении всех 5 или последних 4-х классов заключённые переводились в так называемые intermediate prisons, то есть особые переходные тюрьмы, составлявшие третью степень наказания. В этих intermediate prisons тюремный режим почти совершенно отсутствовал, и заключённые не только получали увеличенную плату за свою работу, но и пользовались относительной свободой, так как их отпускали в церковь, за покупками и т. п. без сопровождения стражи. Время пребывания в переходных тюрьмах также сокращалось прогрессивно, в зависимости от зачтённого уже времени и продолжительности не отбытого ещё наказания. На весь остающийся затем по приговору срок арестанты переводились в четвёртую степень, то есть они пользовались условным досрочным освобождением по отпускным билетам, которые, однако, за дурное поведение на свободе во всякое время могли быть отобраны с заключением провинившихся снова в тюрьмы. Эта система повлияла на гуманизацию тюремного заключения в Европе.

### История российских тюрем
Впервые в России тюрьма как место отбывания наказания упоминается в Судебнике 1550 года. Он впервые определил тюремное заключение как основное и как дополнительное наказание. Тюрьма была наказанием за особо тяжкие преступления, предназначалась для тех, кто не признавал своей вины, и являлась также альтернативой смертной казни. До 1963 года тюрьмами также назывались следственные изоляторы, где содержались подследственные, которым была избрана мера пресечения в виде заключения под стражу.
Основным документом, регулирующим организацию тюрем в России, был Исправительно-трудовой кодекс РСФСР 1970 года, действовавший вплоть до 1997 года. Его заменил новый Уголовно-исполнительный кодекс Российской Федерации от 8 января 1997 года, который является основным документом, регулирующим деятельность пенитенциарных учреждений России.

## Международные стандарты содержания заключённых
В 1955 году первым конгрессом ООН по предупреждению преступности и обращению с правонарушителями были приняты «Минимальные стандартные правила обращения с заключёнными». Этот документ носит рекомендательный характер.
Согласно ему, тюремный режим должен минимально отличаться от жизни на свободе, чтобы «не убивать в заключённых чувство ответственности и сознание человеческого достоинства». В тюрьмах должна быть запрещена любая дискриминация. Мужчины и женщины, подсудимые и осуждённые, несовершеннолетние и взрослые заключённые, впервые осуждённые и рецидивисты должны содержаться раздельно. Каждому заключённому полагается отдельная «камера или комната», а при содержании в общих камерах — отдельная койка. Освещение камер должно позволять читать и работать «без опасности для зрения», а их объём и вентиляция должны соответствовать санитарным нормам. Туалеты необходимо содержать в чистоте и заключённые должны иметь к ним беспрепятственный доступ. Осуждённым должна быть предоставлена возможность мыться минимум раз в неделю, мужчинам — регулярно бриться.
Питание должно быть регулярным и «достаточным для поддержания здоровья и сил», а вода — доступна в любой момент.
Заключённые должны иметь возможность регулярно лично общаться с родными и друзьями. Они должны иметь возможность узнавать новости из СМИ или «другими способами, контролируемыми администрацией», в каждой тюрьме должна быть библиотека.
Заключённые обязаны трудиться, но их труд не должен приносить страданий и его следует «справедливо оплачивать».
При применении дисциплинарных наказаний следует избегать жестокости, унижения человеческого достоинства, следует полностью исключить телесные наказания, помещение в «тёмные камеры», применение кандалов и цепей.
Во всех тюрьмах необходимо иметь штатного врача общей практики и заключённые должны получать профессиональную стоматологическую помощь.
Странам-членам Совета Европы наряду с данным документом рекомендовано руководствоваться и европейскими пенитенциарными правилами. Они содержат дополнительные требования по сравнению с «Минимальными стандартными правилами обращения с заключёнными». Например, ванных и душевых должно быть достаточно для того, чтобы каждый заключённый мог пользоваться ими по возможности ежедневно, но не менее двух раз в неделю, тюремный рацион должен учитывать религиозные и культурные традиции отдельно взятого заключённого. Заключённым рекомендуется предоставлять отпуск, предполагающий возможность выхода на свободу.

## Архитектура тюрем

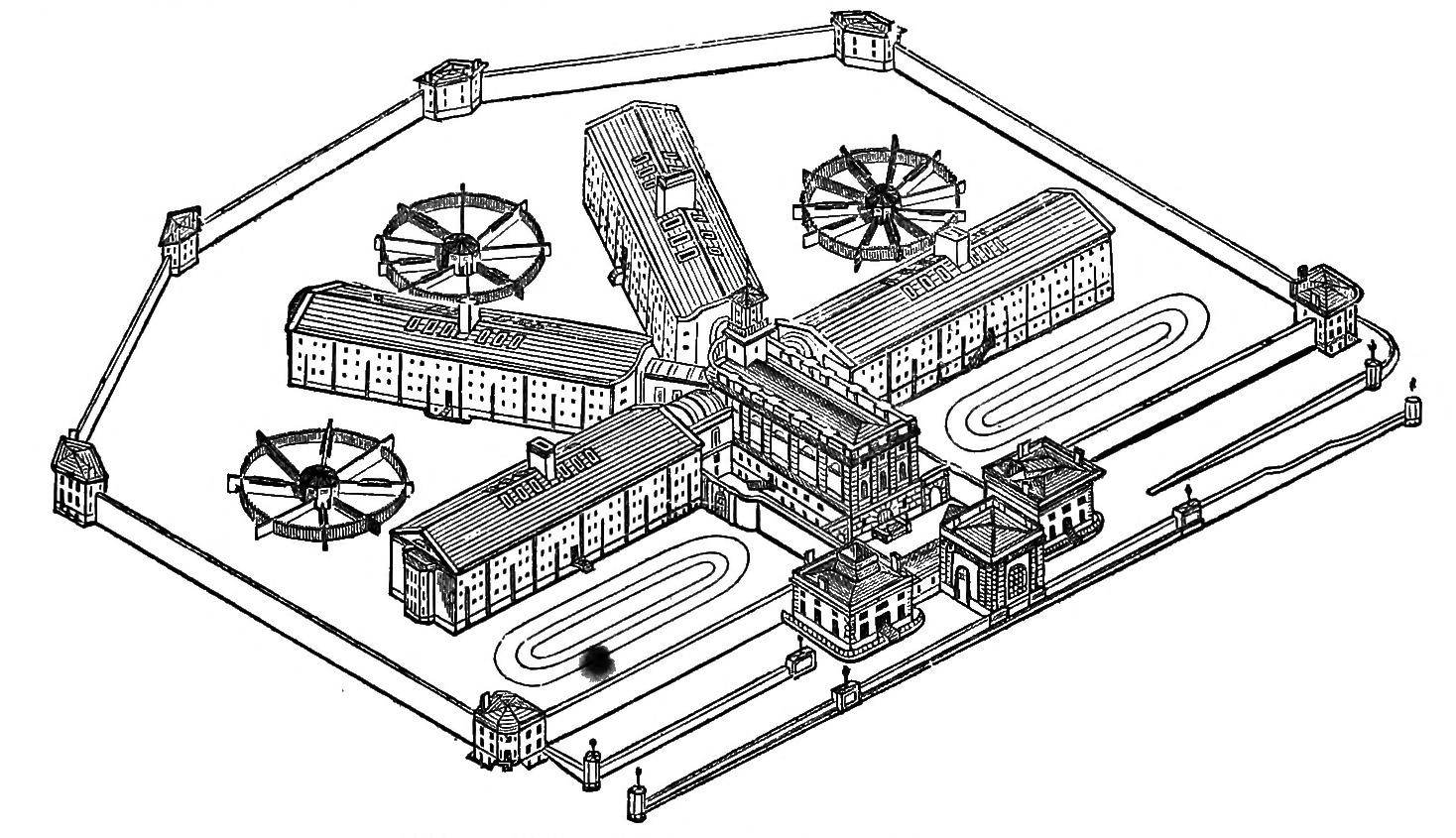
Пентонвильская тюрьма

Основным принципом архитектуры тюрем был и остаётся принцип централизации. Все тюремные здания и помещения обычно компактно расположены вокруг центрального сооружения, из которого они хорошо просматриваются и откуда в них при необходимости легко проникнуть персоналу тюрьмы. Большинство зданий современных европейских и американских тюрем представляют собой «веер», «звезду», «крест», «полукруг». В тюремных корпусах имеются длинные коридоры, по одну или обе стороны которых расположены камеры.

## Тюремные средства исправления преступников
Для достижения карательной и исправительной цели наказания тюрьмы располагают весьма разнообразными средствами исправления.

### Надзор
Все моменты тюремной жизни арестантов: сон, работа, принятие пищи, справление естественных нужд, свидания с родными — должны протекать на глазах тюремного начальства или стражи. Особая непрерывность надзора установлена в тех местах заключения, где введены совместные, общие работы или система обязательного молчания. Хотя в одиночных тюрьмах надзор за арестантами представляется более лёгким, тем не менее от служебного персонала требуется постоянное и сознательное наблюдение за всеми действиями и поведением каждого отдельного заключённого. Поэтому для подготовки необходимых кадров сведущих тюремных сторожей и надзирателей в последнее время возникла мысль о необходимости учреждения особых нормальных школ для тюремного персонала; такие школы существуют уже при лувэнской тюрьме в Бельгии и в Люнебург (Пруссия).

### Дисциплинарные наказания
Состояли преимущественно в лишении нормальных удобств, которыми обыкновенно пользуются заключённые, но, кроме того, в некоторых государствах до сих пор применяются ещё телесные наказания. В английских convict-prisons арестанты подвергаются до 30 ударов «кошкой» (особого рода плеть); в тюрьмах некоторых германских государств ещё в 1880-х годах практиковалось наказание арестантов кнутом (Ochsenziemer) и палками, а кроме того, существовал и до начала XX века особый способ телесного истязания преступника, состоящий в заключении в так называемом Lattenkammer, то есть карцер, в котором пол (в Саксонии и стены) покрыт заострёнными брусьями, уложенными на близком расстоянии; во Франции сечение арестантов заменено более усовершенствованными способами физических мучений, как, например, «гоняние на корде» провинившихся ссыльных (сравните статью Ссылка). Против телесных наказаний энергично восстал пенитенциарный конгресс 1878 году в Стокгольме, осудивший также и вредное для здоровья заключённых лишение пищи. III. Воспитательные цели — достигаются преимущественно при надлежащем нравственном воздействии на арестантов со стороны тюремного персонала, от которого зависит не только переход заключённых от самого сурового к менее тяжкому режиму, но и предоставление им разнообразных льгот, как, например, допущение более частых свиданий, бесконтрольной переписки, разрешение в одиночных камерах чтения книг, разведения цветов и тому подобного. Воспитательное воздействие на арестантов требуется, кроме того, от состоящего при тюрьме духовенства, которое обязано не только по возможности часто посещать арестантов, но и устраивать собеседования, в особенности в воскресные и праздничные дни, когда томящиеся в одиночном заключении узники проявляют особенную склонность к самоубийству.

### Образование
Во всех лучших тюрьмах[каких?] существуют школы, в которых арестанты либо в течение всего срока содержания, либо до достижения ими предельного возраста (от 30 до 60 лет в различных государствах) обучаются грамоте, арифметике[прояснить] и священной истории[что?].

### Арестантский труд
В современной тюрьме главнейшим рычагом для поднятия нравственного уровня преступников служит целесообразная организация тюремных работ. Арестантские работы существовали и в прежнее время, но они исключительно имели в виду либо соблюдение фискальных интересов (каторжная гребная работа на галерах), либо репрессивные задачи наказания (ничего не моловшие «ступальные» мельницы в Англии). В современной постановке арестантских работ, главным образом, преследуется цель исправления преступников посредством приучения их к систематическому и притом производительному труду. Отдельных видов допускаемых в тюрьме работ в настоящее время насчитывается до 100. Все они направлены не только к увеличению мускульных движений заключённых, но и к развитию в них стремления к самодеятельности и собственной инициативе. Главнейшие системы арестантских работ — подрядная и хозяйственная; первая из них — как противоречащая пенитенциарным задачам тюрьмы и влекущая за собой нежелательную эксплуатацию арестантов подрядчиками — постепенно выходит из употребления, а последняя — вследствие справедливых протестов свободных рабочих — все более приурочивается к таким условиям, при которых исключается возможность вредной в экономическом отношении конкуренции арестантского труда с трудом непреступного населения. Вопрос о тюремных заработках получил в отдельных странах различное разрешение; в Америке арестанты вообще не получают какого-либо вознаграждения за свой труд; в Пруссии и Англии они могут рассчитывать только на награды и пособия при освобождении; во Франции, где известная доля заработка поступает в пользу арестантов, выдаваемая им часть заработной платы находится в зависимости от тяжести отбываемого наказания и увеличивается по мере приближения срока освобождения (смотрите таблицу II). Несмотря на все перечисленные средства, современные тюрьмы далеко не достигают главной цели — социализации преступников; поэтому в последнее время получают распространение преследующие те же задачи субсидиарные институты: досрочное освобождение, условное осуждение и патронаты (смотрите). Главное управление тюрем в европейских государствах организовано весьма различно. В Англии все тюрьмы подчинены министерству внутренних дел, в составе которого имеется особый prison department, наблюдающий за местами заключения при посредстве своих директоров, комиссаров (commissioners) и тюремных инспекторов. Во Франции большинство тюрем находится в ведении министерства внутренних дел, а места заключений для лиц, приговорённых к ссылке, заведуются частью морским министром, частью министром колоний (в Алжире — генерал-губернатором). В Австрии в 1865 г. управление тюрьмами перешло в ведомство министерства юстиции; непосредственный надзор за местами заключения возложен на председателей и членов судов и на прокуроров судов 1-й и 2-й степени (Staatsanw älte, Oberstaatsanwä lte). В Баварии надзор и управление тюрьмами сосредоточено в руках прокуроров и старших участковых судей (Oberamtsrichter). Управление тюрьмами в Бельгии ещё в 1832 г. перешло в ведомство министерства юстиции; органами, посредствующими между центральной властью и отдельными дирекциями мест заключения, являются административные комиссии (commissions administratives), в состав которых входят королевский прокурор, военный аудитор, бургомистр и от 6 до 9 назначаемых королевской властью членов. Характерной особенностью прусского тюремного строя представляется издавна существующее двоевластие. Все смирительные дома (Zuchthaus), а также некоторые тюрьмы — всего 52 — подчинены министерству внутренних дел, а большая часть тюрем, числом около 1000 (987), находится в заведовании министра юстиции и управляются участковыми судьями (Amtsrichter) и прокурорами судов 1 степени (Landgericht).

## В современной России
В Российской Федерации тюрьмы и иные места изоляции (кроме изоляторов временного содержания МВД и ФСБ) подведомственны Федеральной службе исполнения наказаний России (ФСИН) Министерства юстиции Российской Федерации.
В структуре ФСИН тюрьма — вид исправительного учреждения для отбывания уголовного наказания в виде лишения свободы. По состоянию на 01 декабря 2012 г. в ФСИН России функционирует 8 тюрем: во Владимирской (Владимирская тюрьма и туберкулёзная больница для приговорённых к содержанию в тюрьме в г. Покров), Ульяновской (Димитровградская тюрьма), Челябинской (Верхнеуральская тюрьма), Липецкой (Елецкая тюрьма), Саратовской (Балашовская тюрьма) областях и Красноярском крае (Енисейская тюрьма и Минусинская тюрьма).
В соответствии с ч. 7 ст. 74 УИК РФ в тюрьмах содержатся:
- Осуждённые за особо опасный рецидив преступления;
- Осуждённые к лишению свободы на срок свыше пяти лет за совершение особо тяжких преступлений;
- Осуждённые, являющиеся злостными нарушителями установленного порядка отбывания наказания (режима), переведённые из исправительных колоний.

Условия отбывания наказания отличны от других мест лишения свободы, поскольку осуждённые всё время содержатся в камерах, в отличие от исправительных и воспитательных колоний.
В тюрьмах есть карцер (от лат. carcer — темница, тюрьма) — специальная изолированная камера для нарушителей режима (не путать со штрафным изолятором (ШИЗО) или помещением камерного типа (ПКТ) в исправительных колониях).

## Статистика заключённых по странам

Число заключённых на 100 000 граждан по странам, 2018

По некоторым оценкам, в 2006 году по всему миру в заключении содержалось по меньшей мере 9,25 млн человек. Однако реальное число заключённых, возможно, гораздо выше, поскольку отсутствуют надёжные сведения из ряда стран, особенно с авторитарными политическими режимами.
В абсолютном значении Соединённые Штаты Америки в настоящее время лидируют по числу заключённых; в этой стране свыше 2,19 млн, или более одного из каждых ста взрослых, находятся в заключении. Хотя население США составляет менее 5 % от мирового, порядка 20 % людей, находящихся за решёткой, приходится на американские тюрьмы.
Соединённые Штаты Америки также обладают первенством в удельном числе граждан, находящихся за решёткой: по состоянию на октябрь 2006 года 738 человек из каждых ста тысяч отбывали срок, были задержаны по подозрению в совершении преступления либо находились под стражей в ожидании суда. Стоимость содержания заключённых различается в разных штатах США. В штате Нью-Йорк в 2010 году стоимость содержания одного заключённого в сутки составляла 210 долларов.
В России в октябре 2006 года в тюрьмах было 869 814 человек, или 611 заключённых на 100 000 человек населения. На 1 февраля 2014 года в учреждениях уголовно-исполнительной системы содержалось 674,1 тысячи человек, 1859 человек отбывало пожизненный срок